# Hư Không Tạng
Hư Không Tạng (आकाशगर्भ, Ākāśagarbha) là một vị bồ tát được thờ phụng trong Phật giáo Trung Quốc, Hàn Quốc và Nhật Bản, hình tượng của ông được gắn liền với đại chủng (mahābhūta) của không gian (ākāśa). Đôi khi ông còn được biết đến dưới cái tên Gaganagañja, có nghĩa là "viên ngọc quý của bầu trời".

## Tổng quan
Hư Không Tạng được coi là một trong tám vị đại bồ tát. Tên của ông có thể được dịch là "kho tàng không gian vô biên" vì trí tuệ của ông được cho là vô biên như chính không gian. Ông đôi khi được coi là anh trai song sinh của bồ tát Địa Tạng Vương, và đã được đề cập tới trong Địa Tạng Vương bồ tát bổn nguyện kinh.

## Kinh điển
- 《 Đại tập Đại Hư Không Tạng bồ tát sở vấn kinh 》 (Ārya Gaganagañja Paripṛcchā Nāma Mahāyāna Sūtra T.0404)
- 《 Hư Không Tạng bồ tát kinh 》 (Ākāśagarbha Bodhisattva Sūtra T.405)
- 《 Phật thuyết Hư Không Tạng bồ tát thần chú kinh 》(Buddha Speaks the Ākāśagarbha Bodhisattva Dhāraṇī Sūtra T.406)
- 《 Hư Không Tạng bồ tát thần chú kinh 》(Ākāśagarbha Bodhisattva Dhāraṇī Sūtra T.0407)
- 《 Hư Không Tạng bồ tát kinh 》 (Ākāśagarbha Bodhisattva Sūtra T.0408)
- 《 Quan Hư Không Tạng bồ tát kinh 》(The Meditation on Ākāśagarbha Bodhisattva Sūtra T.0409)
- 《 Hư Không Tạng bồ tát năng mãn chư nguyện tối thắng tâm đà la ni cầu văn trì pháp 》(The Method of the Victorious, Essential Dharāṇi for Having Wishes Heard by the Bodhisattva Space-Store Who Can Fulfill Requests T.1145)
- 《 Đại Hư Không Tạng bồ tát niệm tụng pháp 》 (The Method of Invoking the Great Ākāśagarbha Bodhisattva T.1146)
- 《 Thánh Hư Không Tạng bồ tát đà-la-ni kinh 》 (Dhāraṇī of the Space-Store Bodhisattva T.1147)
- 《 Phật thuyết Hư Không Tạng đà-la-ni 》 (Buddha Speaks the Ākāśagarbha Dharāṇi T.1148)
- 《 Ngũ đại Hư Không Tạng bồ tát tốc tật đại thần nghiệm bí mật thức kinh 》(The Five Great Ākāśagarbha Bodhisattvas Sūtra T.1149)
- 《 Hư Không Tạng bồ tát vấn thất phật đà-la-ni chú kinh 》(Ārya Saptabuddhaka Sūtra or Dhāraṇī of the Space-Store Bodhisattvaʼs Questions to Seven Buddhas T.1333)
- 《 Như Lai phương tiện thiện xảo chú kinh 》 (Incantation of the Tathāgatas' Skillful Means T.1334)

Ngoài ra, ông cũng xuất hiện ngắn gọn trong chương cuối của Địa Tạng Vương bồ tát bổn nguyện kinh, thỉnh cầu Đức Phật thuyết giảng về lợi ích của việc xưng tụng cả Kinh và Địa Tạng.

## Chân ngôn
Tụng niệm chân ngôn Hư Không Tạng được cho là sẽ gia tăng trí tuệ và sức sáng tạo, xua tan sự ngu dốt.
- Tiếng Trung phồn thể: 南無 虚空藏 菩薩

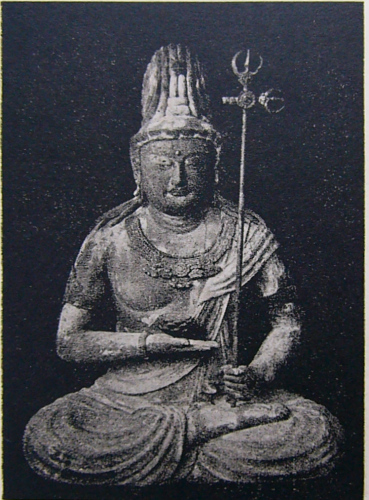
Tượng bồ tát Hư Không Tạng tại chùa Jingo, thế kỷ 9

- Tiếng Trung (bính âm): Nāmo xūkōngzàng púsà
- Tiếng Nhật (romanji): Namu Kokuzō bosatsu
- Tiếng Hàn: Namu Heogongjang Bosal
- Tiếng Việt: Nam mô Hư Không Tạng bồ tát
- Nghĩa: Đảnh lễ Hư Không Tạng bồ tát

Bồ tát Hư Không Tạng cũng có một chân ngôn khác là:
- Sanskrit: namo ākāśagarbhaya oṃ ārya kamari mauli svāhā
- Tiếng Trung phồn thể: 南牟，阿迦捨，揭婆耶，唵，阿唎，迦麼唎，慕唎，莎嚩訶
- Tiếng Trung (bính âm): Nánmóu, ājiāshě, jiēpóyé, ǎn, ālì, jiāmelì, mùlì, shāmóhē
- Tiếng Nhật (romanji): nōbō akyasha kyarabaya om arikya mari bori sowaka